# Tibetischer Skar

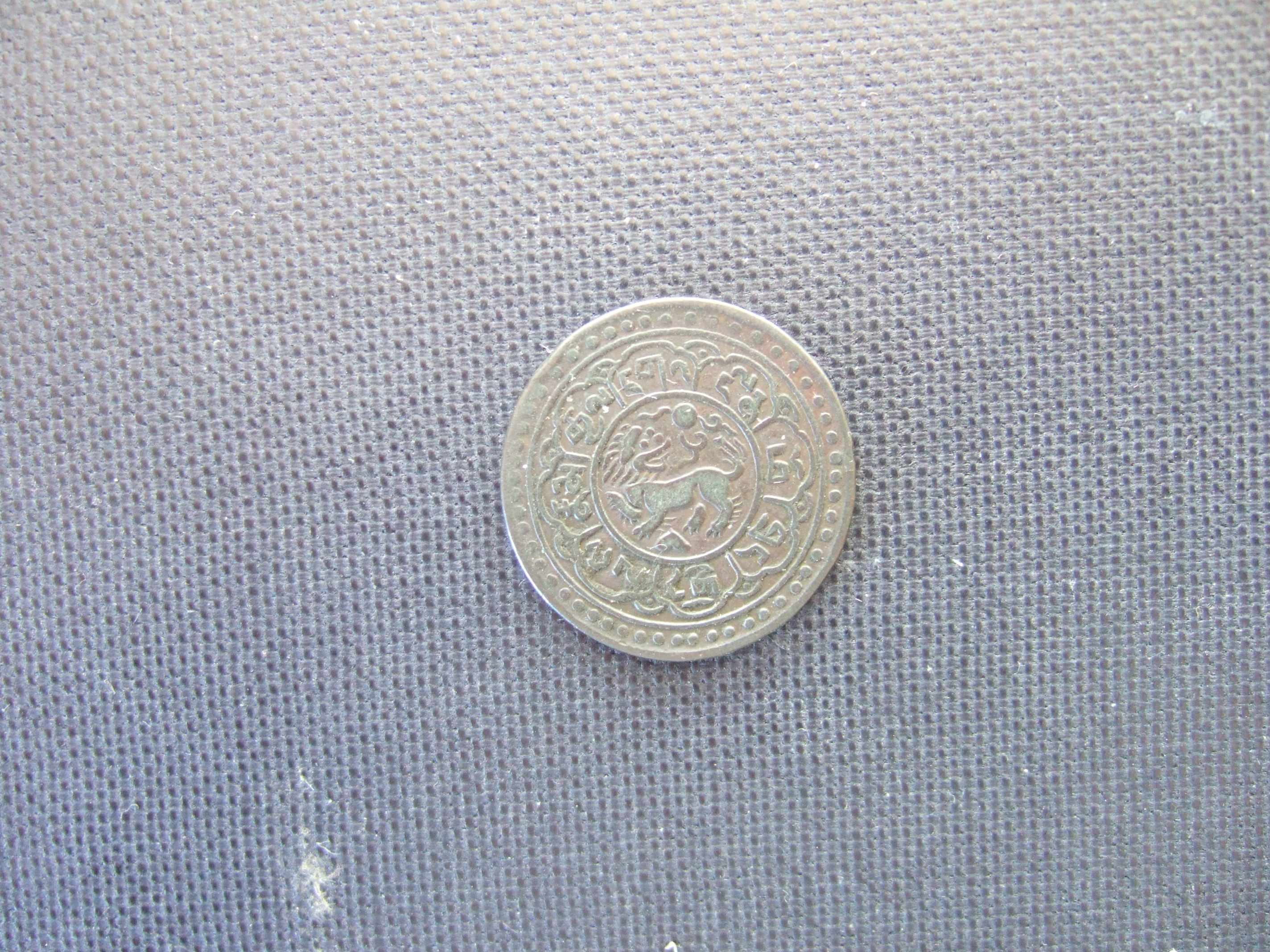
Tibetische Münze zu 2½ skar mit dem Datum 15-48 (= AD 1914), Avers

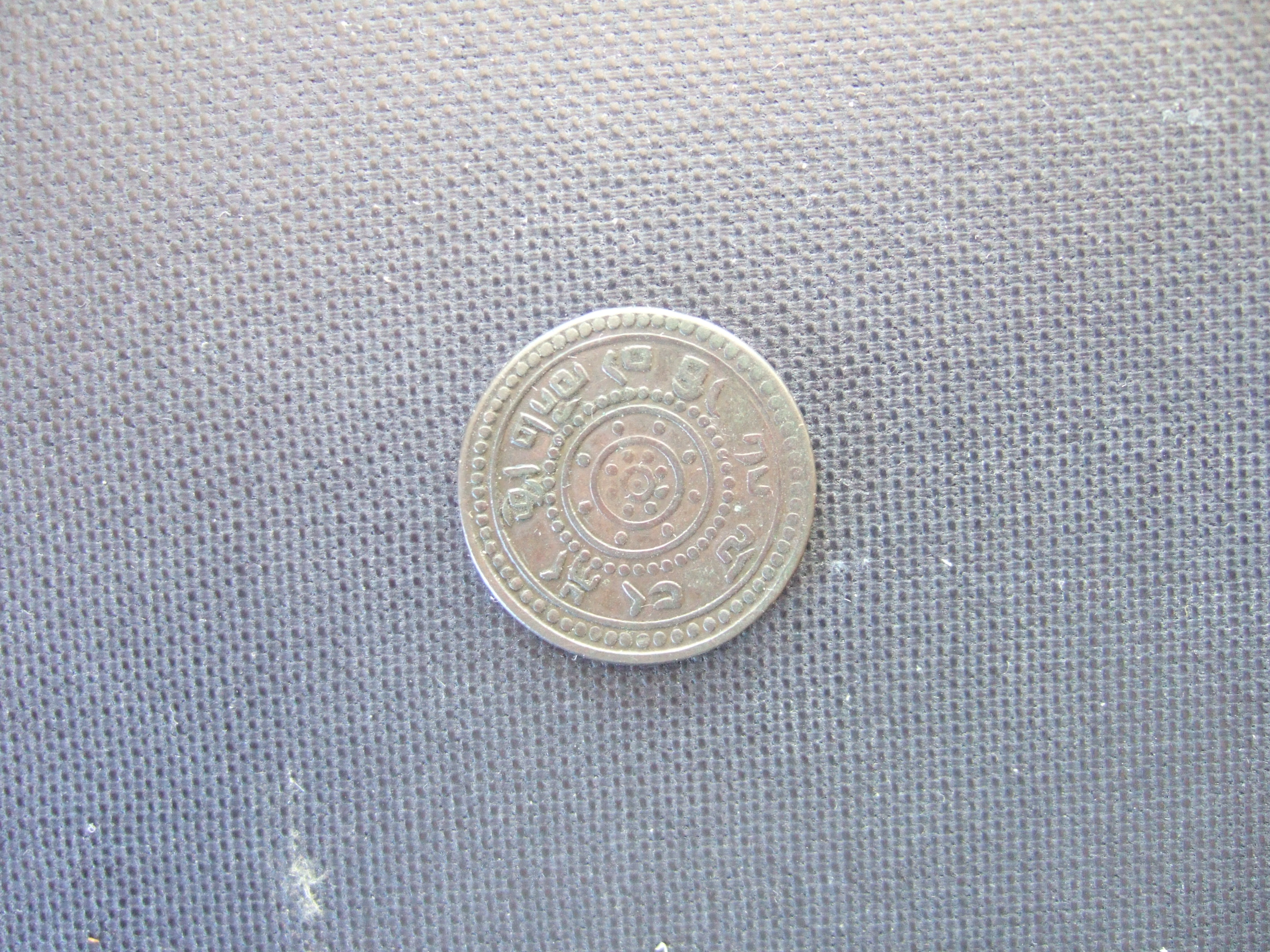
Tibetische Münze zu 2½ skar mit dem Datum 15-48 (= AD 1914), Revers

Der Tibetische Skar ist eine Gewichtseinheit, die dem hundertsten Teil eines srang oder dem zehnten Teil eines sho entspricht (ca. 0,37 g).

## Skar als Münz-Nominale

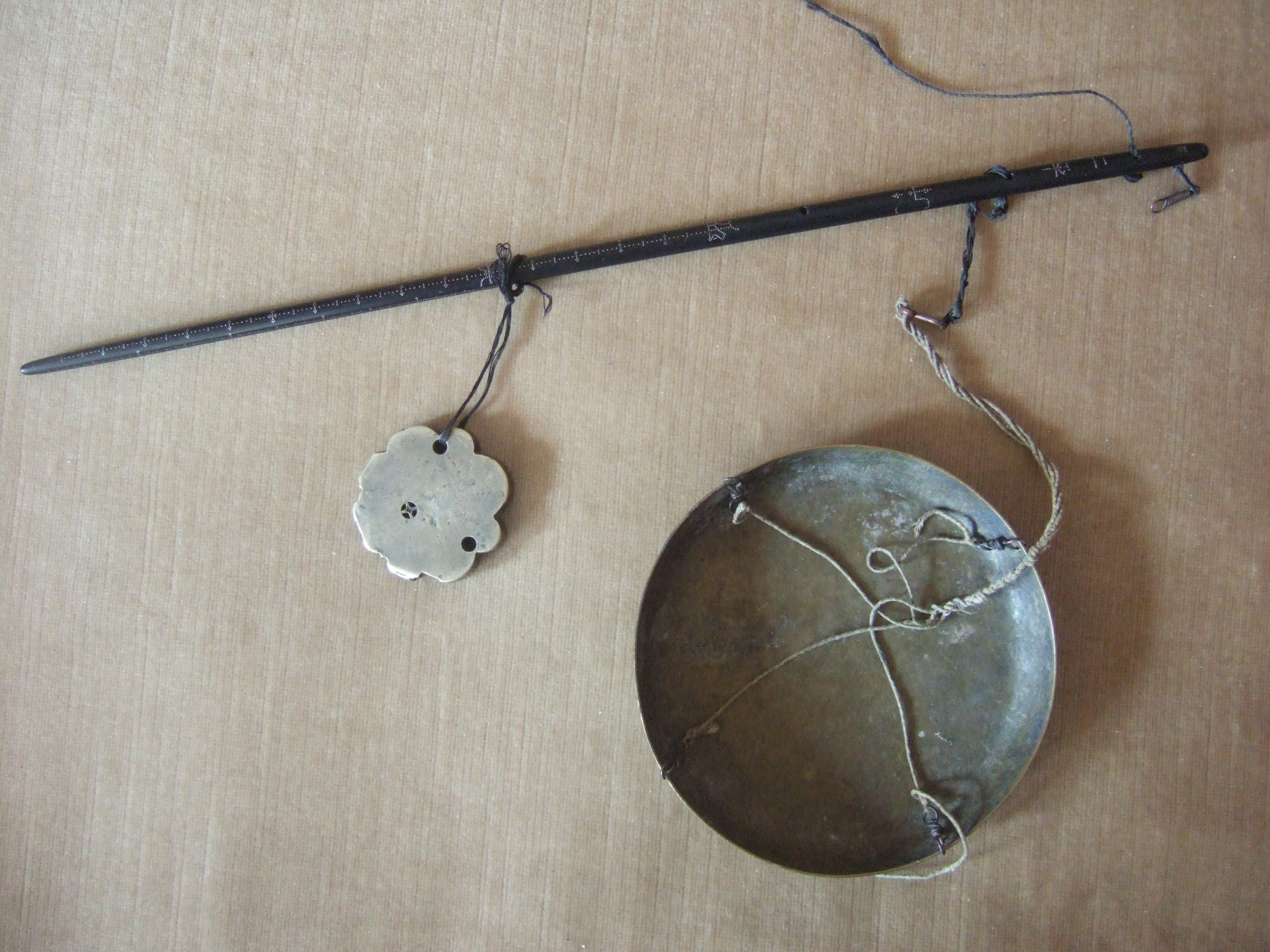
Tibetische oder chinesische Handwaage mit Laufgewicht zum Wiegen von Silber, roter Koralle und wertvollen Substanzen wie Moschus. Der Waagebalken kann aus Elfenbein, Holz oder einem anderen nichtmetallischen Material bestehen und hat Markierungen, die aus Strichen und Sternchen bestehen.

Im 20. Jahrhundert wurde die Bezeichnung skar auch als Nominale für in Tibet geprägte Kupfermünzen benutzt. Es gab zwei sino-tibetische Prägungen zu einem halben und einem skar der Ära Xuantong sowie von der tibetischen Regierung ausgegebene Kupfermünzen zu 2½, 5 und 7½ skar. Eine Einheit wird im Tibetischen als „skargang“ bezeichnet.  In der deutschsprachigen numismatischen Literatur findet man hierfür gelegentlich die Bezeichnung „skarung“, für die es in tibetischen Quellen keinen Beleg gibt.

## Bedeutung
Das Wort skar hat die ursprüngliche Bedeutung „Stern“. Diese Bedeutung leitet sich von den Sternchen her, die auf dem Waagebalken von tibetischen und chinesischen Handwaagen als Markierung dienten. Wenn man das Laufgewicht von einem Sternchen zum nächsten bewegte, entsprach dies dem Gewicht von einem skar.